# Crioprosopus divisus
Crioprosopus divisus är en skalbaggsart som beskrevs av Bates 1885. Crioprosopus divisus ingår i släktet Crioprosopus och familjen långhorningar. Inga underarter finns listade i Catalogue of Life.